# Манне, Алью
Алью Шон Атли Манне (швед. Alieu Sean Atlee Manneh; род. 20 августа 2006, Швеция) — шведский футболист, защитник «Юргордена».

## Клубная карьера
Является воспитанником академии «Юргордена». Первую игру за основной состав клуба провёл 19 февраля 2024 года в матче группового этапа кубка страны с «Шёвде». В августе того же года на правах аренды перешёл в итальянский «Торино», где выступал за молодёжную команду. В январе 2025 года итальянцы не воспользовались правом выкупа и досрочно расторгли арендное соглашение, после чего Манне вернулся в Швецию и продолжил тренировки с «Юргорденом». 17 апреля дебютировал в еврокубках, появившись на поле вместо Кэйты Косуги на 99-й минуте четвертьфинального матча Лиги конференций с венским «Рапидом».

## Карьера в сборной
Выступал за юношеские сборные Швеции различных возрастов.

## Клубная статистика
| Выступление      | Выступление      | Выступление      | Лига | Лига | Кубки | Кубки | Конт. кубки | Конт. кубки | Итого | Итого |
| Клуб             | Лига             | Сезон            | Игры | Голы | Игры  | Голы  | Игры        | Голы        | Игры  | Голы  |
| ---------------- | ---------------- | ---------------- | ---- | ---- | ----- | ----- | ----------- | ----------- | ----- | ----- |
| Юргорден         | Алльсвенскан     | 2024             | 0    | 0    | 1     | 0     | 0           | 0           | 1     | 0     |
| Юргорден         | Алльсвенскан     | 2025             | 1    | 0    | 0     | 0     | 2           | 0           | 3     | 0     |
| Юргорден         | Итого            | Итого            | 1    | 0    | 1     | 0     | 2           | 0           | 4     | 0     |
| Всего за карьеру | Всего за карьеру | Всего за карьеру | 1    | 0    | 1     | 0     | 2           | 0           | 4     | 0     |